# Brammah
Brammah è un massiccio nel Kishtwar, Himalaya, nel Jammu e Kashmir, in India, ad est della città di Kishtwar e vicino al confine con l'Himachal Pradesh. 

## Descrizione
Esso comprende quattro cime, elencate in ordine da ovest a est:
- Brammah I, 6416 m, prima ascesa nel 1973
- Flat Top, 6103 m, prima ascesa nel 1980
- Brammah II, 6485 m, prima ascesa nel 1975
- Arjuna, 6230 m, prima ascesa nel 1983

Brammah II è la più alta cima contrariamente alla prassi abituale. Mentre Brammah I non è il massimo, ma è la più drammatica in quanto si trova all'estremità occidentale del massiccio, sopra una bassa base.
Brammah I è particolarmente rilevante, sia per la sua enorme altezza al di sopra del terreno locale e per essere il sito del successo della prima scalata nella Kishtwar Himalaya. Il famoso alpinista britannico Chris Bonington insieme a Nick Estcourt e assistiti dall'Istituto indiano di sci e alpinismo hanno fatto la prima salita del Brammah I nel 1973 attraverso la cresta sud-est. Estcourt constata che "non è la vetta più alta del Kishtwar, ma è la più ovvia ed elegante.".
La seconda ascesa del Brammah I è stata compiuta da un gruppo britannico che comprende Paolo Belcher, Duncan Nicholson, Jon Scott e Anthony Wheaton nel 1978. Purtroppo Nicholson e Scott perirono durante la discesa.
Anthony Wheaton con Richard Hester hanno fatto la prima ascesa britannica del Brammah II il 16 settembre 1979.